# Индепенденсия (станция метро, Линия E)
«Индепенденсия» (исп. Independencia) — станция Линии E метрополитена Буэнос-Айреса. Со станции можно сделать пересадку на одноимённую станцию на линии Линии C.
Станция расположена в городском районе Конститусьон. Станция Индепенденсия была открыта 24 апреля 1966 года, в рамках продления Линии Е до станции Боливар.
Название своё станция получила от Авенида Индепенденсия, на перекрёстке которого с улицей Лима она и находится.

## Фотографии

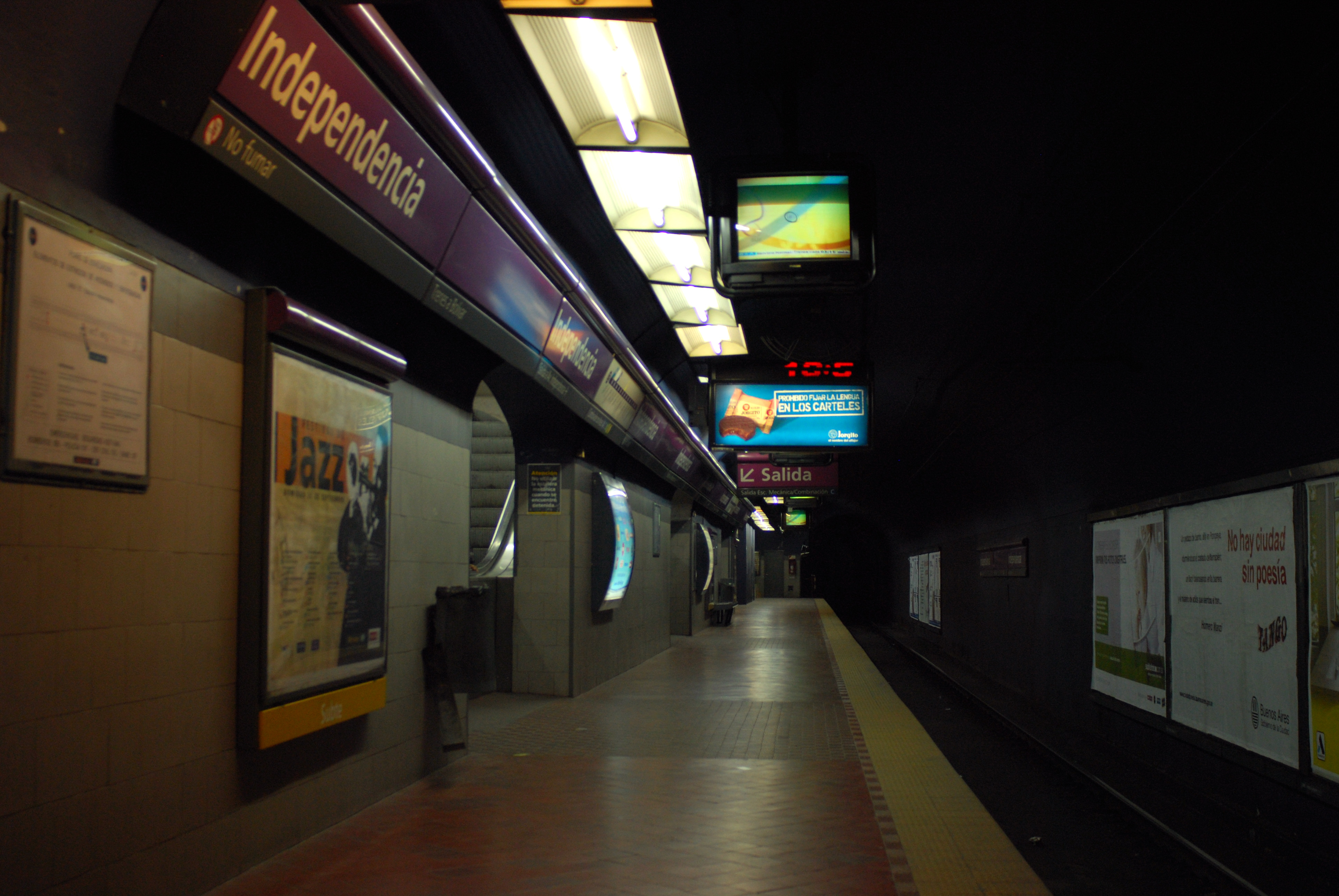
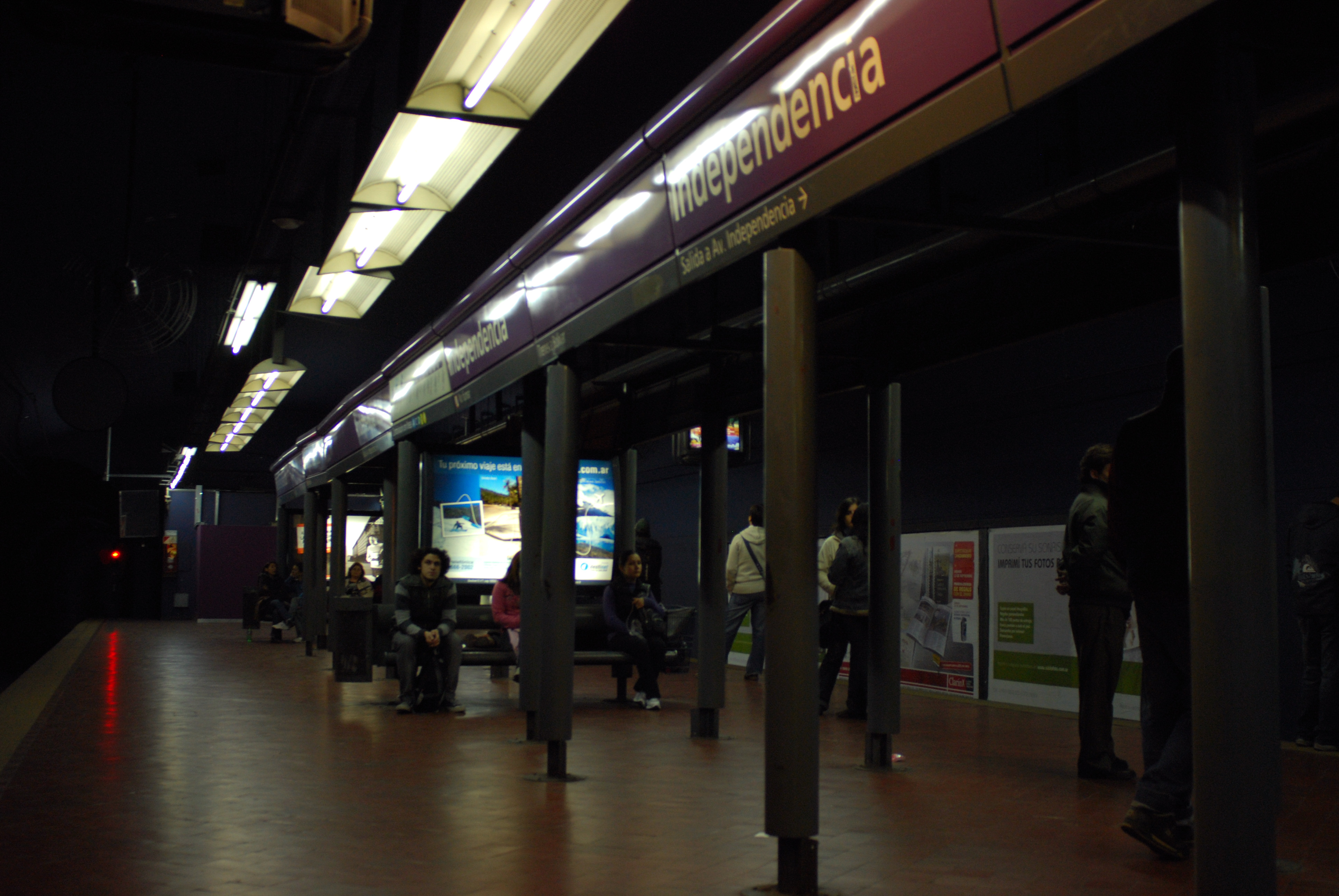
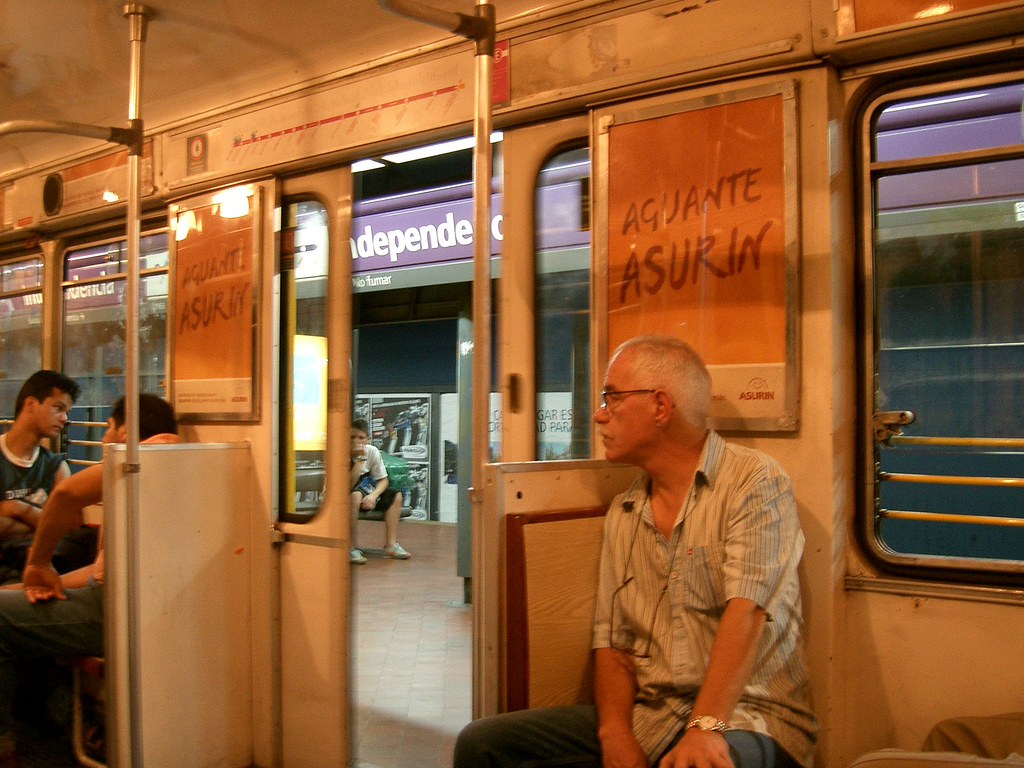